# Tutte le strade portano a te
Tutte le strade portano a te è un singolo del cantautore italiano Luciano Ligabue, pubblicato nel 2004 in una versione live.